# Modélisation de la dispersion atmosphérique

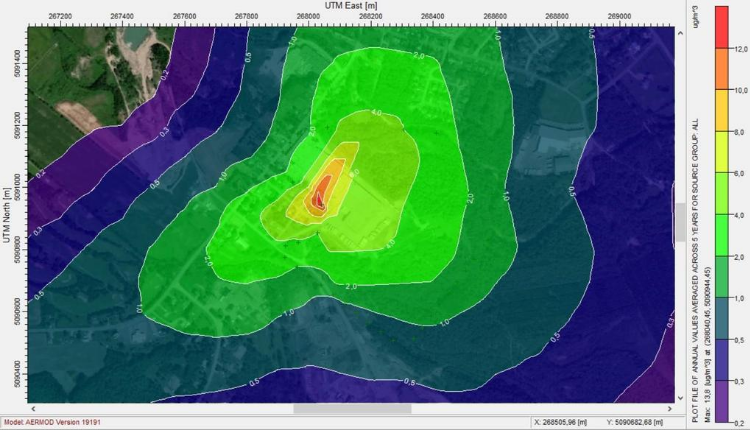
Résultat de modélisation de dispersion atmosphérique avec AERMOD

La modélisation de la dispersion atmosphérique est une simulation de la dispersion de panaches de pollution dans un contexte et une temporalité donnée, faite à l'aide d'outils mathématiques et de logiciels informatiques et cartographiques. Les modèles cherchent à prendre en compte les conséquences directes et indirectes, dans l'espace et dans le temps des rejets (accidentels ou non) de substances (gaz, particules, aérosols, radionucléides...) indésirables, dangereuses ou toxiques.

## Application
Elle sert à mieux évaluer, prévoir et prévenir les conséquences de la pollution atmosphérique sur le bâti, la santé et les écosystèmes, par exemple dans le cas de polluants émis par des sources fixes ou mobiles, ou dans le cas de risques induits par des incendies (risques d'asphyxie, d'explosions, de contamination ou de pollution secondaire du sol, de nappes ou de la mer), par des accidents, des déversements volontaires de polluants volatiles, etc.

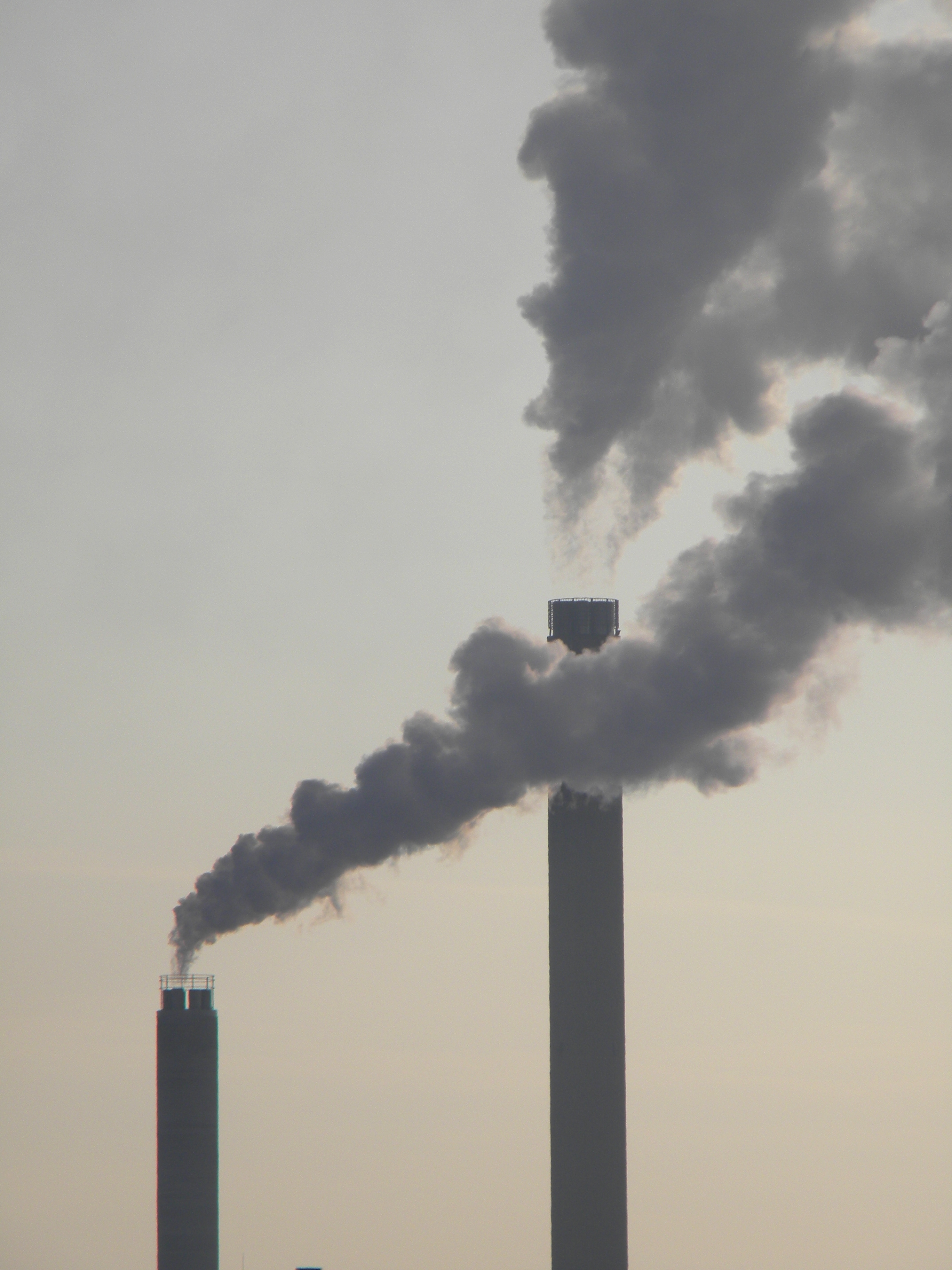
Exemple sur un même site d'un polluant émis à deux hauteurs différentes.

La modélisation est aussi très utilisée pour étudier les effets de fuites de produits radiotoxiques ou les effets d'accidents nucléaires, dont en radioécologie. De même pour les risques induite par la dissémination d'organismes infectieux, etc. 
La modélisation de la dispersion atmosphérique est une simulation tridimensionnelle d'écoulements atmosphériques qui dépasse donc très largement le simple cadre de la prévision météorologique. L'interprétation des résultats des calculs demande d'associer des compétences en toxicologie, écotoxicologie et chimie atmosphérique
Dans l'image ci-contre, la fumée émise sous un plafond d'inversion atmosphérique par la cheminée la plus basse risque de causer d'importants effets au sol en aval alors que celle émise plus en hauteur se disperse en altitude. La pollution ainsi piégée dans les basses-couches peut parfois même circuler dans un sens inverse à celui du vent dominant ou du vent qui prévaut dans la couche atmosphérique plus élevée. Les modèles doivent donc tenir compte des variations de comportement de l'air à toutes les hauteurs de la colonne d'air.

## Principes

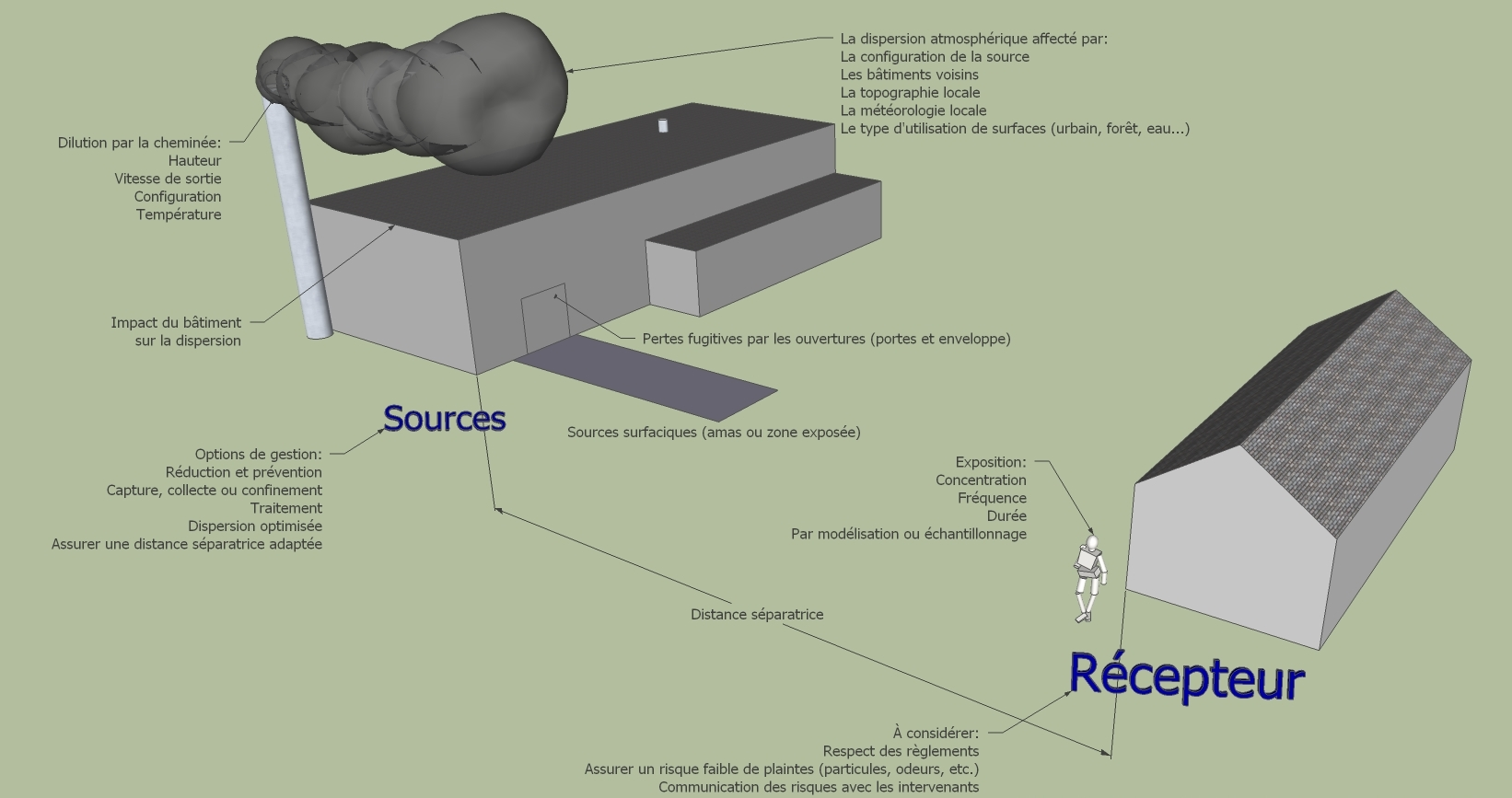
Concepts de base - modélisation de la dispersion atmosphérique de sources d'émissions

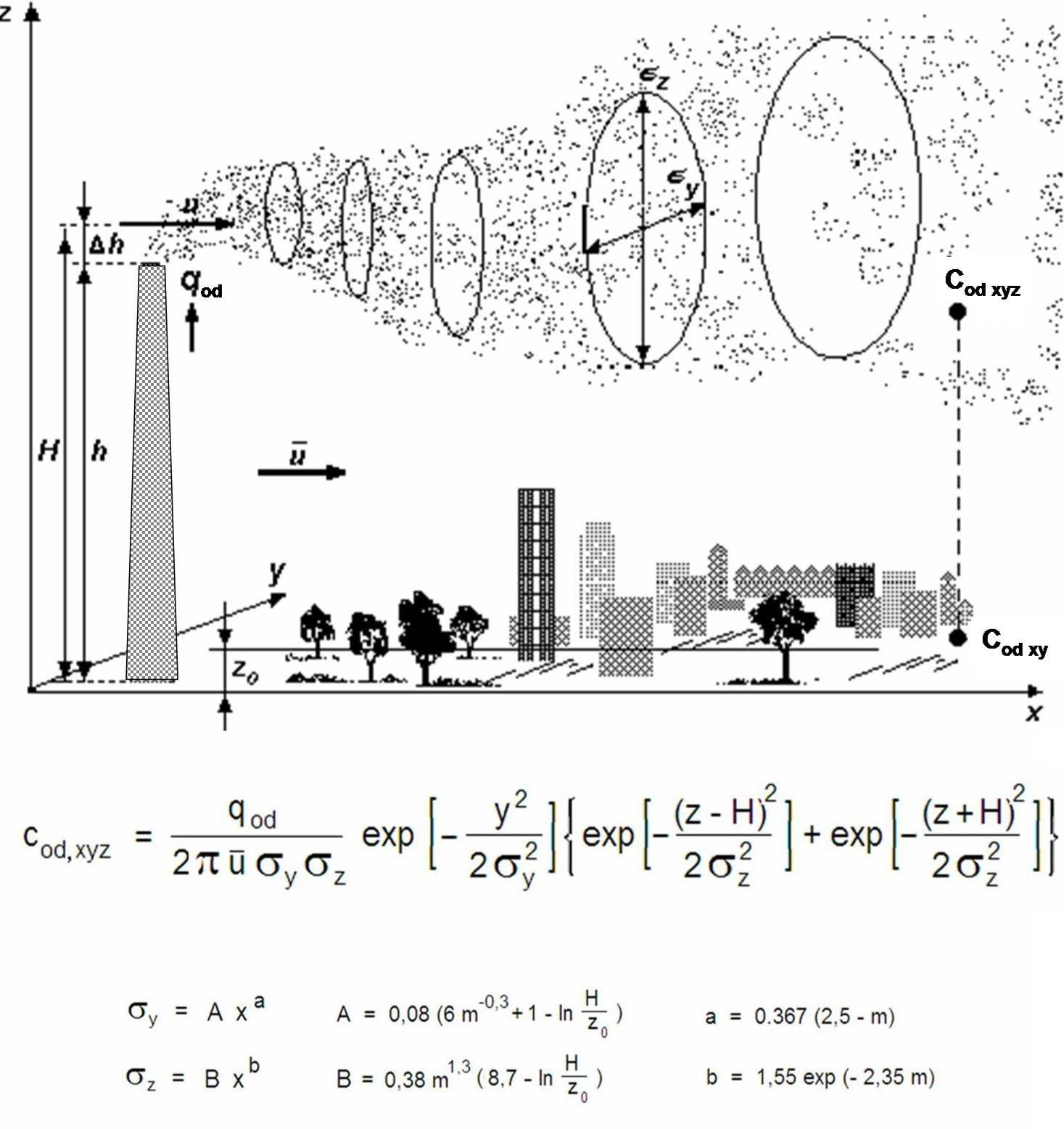
Modèle gaussien simplifié

Modèle gaussien simplifié

Vanadis 3D Modèle eulerian - Méthode des éléments finis

Vanadis 3D Modèle eulerian - Méthode des éléments finis

Le principe de base est que, théoriquement, la dispersion atmosphérique des polluants est un phénomène qui peut être modélisé et simulé, sur la base de la théorie de la mécanique des fluides. 

### Les données d'entrée
Un modèle réussi doit être basé sur des données d'entrée adaptées:
- Données météorologiques;
- Données de terrain (ou topographique);
- Les types de sources d'émission;
- Les types de paramétrisation des sources d'émission;
- La nature des contaminants;
- Les mécanismes d'émission.

La modélisation devient plus difficile et doit être paramétrée quand l'environnement est plus complexe de par :
- la géomorphologie (montagnes, vallées, trait de côte découpé, estuaires[3], canyons) ;
- les couleurs (dominantes ou des couleurs localement très claires ou très foncées, qui jouent un rôle en termes d'albédo) ;
- les constructions (architectonique urbaine, de zone d'activité, etc.) :
- la flore (forêts à canopée plus ou moins dense et variable selon la saison[4]), prairies ou labours, avant ou après la moisson, etc. qui modifient saisonnièrement la rugosité du paysage, son albédo et ses caractéristiques thermo-hygrométriques, notamment liées à l'évapotranspiration) ;
- des conditions météorologiques complexes (inversion atmosphérique, brume, turbulences..) ;
- une méconnaissance du polluant (en particulier concernant les nanopolluants, de nombreux polluants émergents, et les complexes de polluants pouvant agir synergiquement entre eux).

Les techniques modernes, issues des modèles existants, une fois mises en œuvre, permettent néanmoins de prévoir de plus en plus fiablement la manière dont vont se disperser les polluants dans l'atmosphère, c'est-à-dire à estimer ou à prédire la direction des vents et la concentration de polluants atmosphériques ou de toxines provenant des sources polluantes.

### Modélisation inverse
Il est parfois nécessaire d'établir des rétrotrajectoires ; il faut alors sur la base des données de retombées, d'exposition, et d'archives météorologiques reconstituer par « modélisation inverse » la source d'une pollution,). 
Depuis les années 1990, ce type de modélisation a beaucoup progressé, profitant des améliorations de l'informatique et des modèles météorologiques, lesquels ont pu utiliser durant des décennies les ordinateurs les plus puissants. 
La modélisation rétrospective des panaches de pollution aérienne (ou aquatique) n'est pas parfaite, mais progresse. Ce type de modélisation a par exemple été utilisée pour reconstituer les importantes émissions (record historique) de Xénon 133 (radioactif) apparues après le tremblement de terre de Tohoku en 2011, et avant et après le tsunami qui a suivi.

## Usage et limites

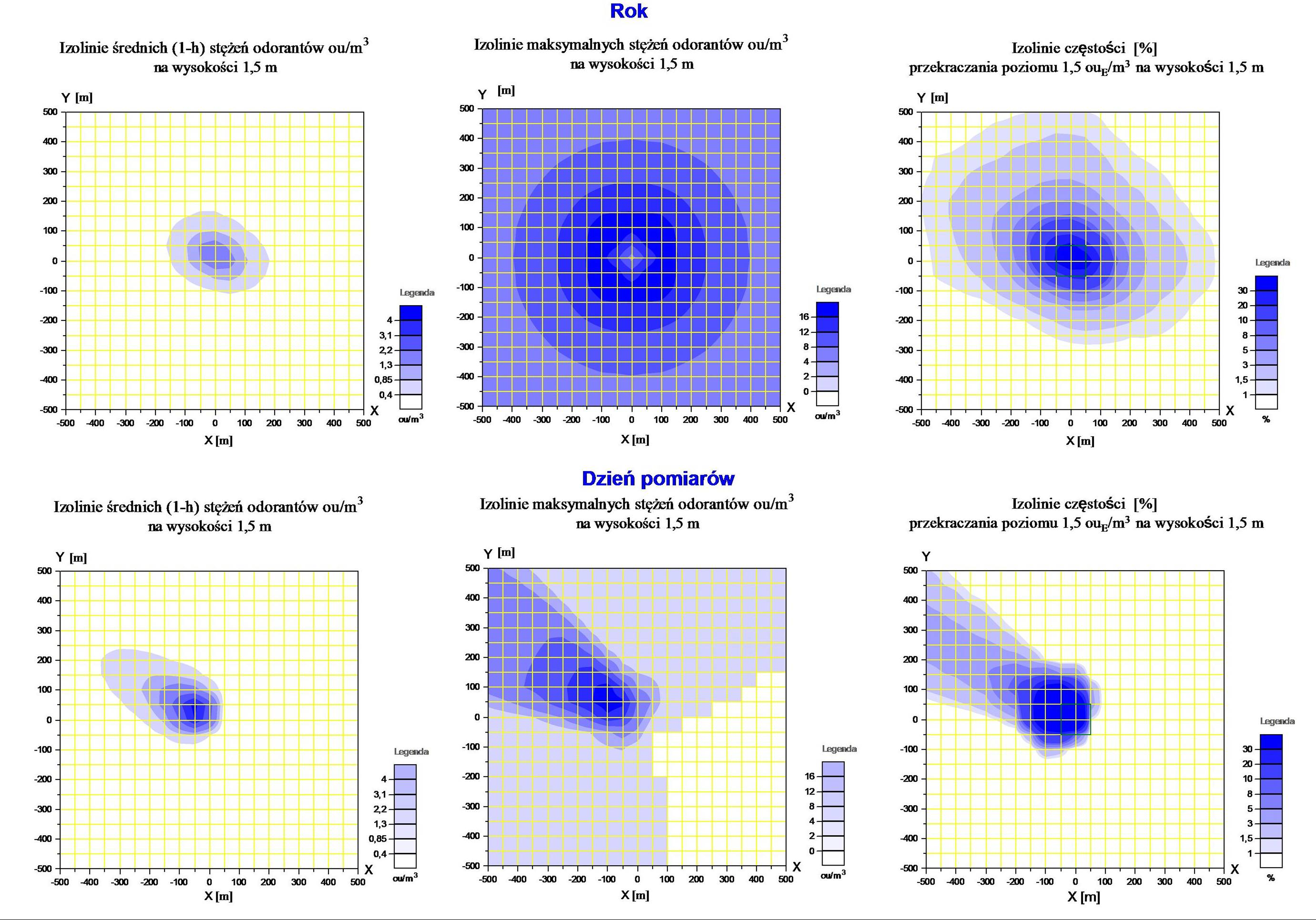
Exemple de modèle de scenarios de dispersion d'aérosols ou odeurs

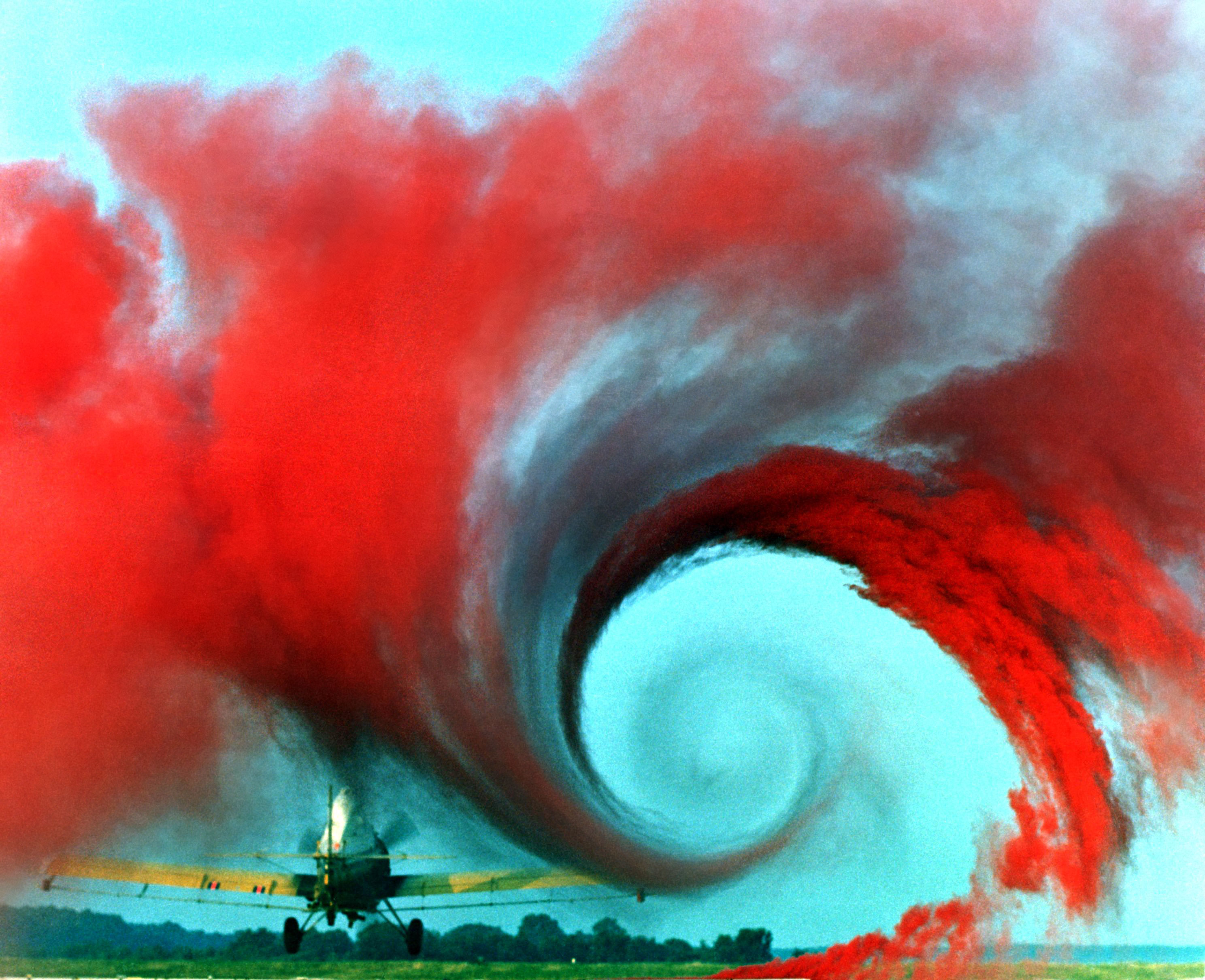
L'étude fine des turbulence et du comportement de polluants dans celles-ci est l'une des composantes de l'amélioration des modèles

La modélisation de la dispersion atmosphérique a de nombreux usages :
- répondre à obligations réglementaires d'information et de protection de la population, et de suivi obligatoire de certains polluants à diverses échelles. Ces échelles peuvent être mondiale (ex : suivi des polluants dégradant la couche d'ozone), supranationale (par exemple pour le suivi transfrontalier du mercure, du plomb et du cadmium, trois polluants majeurs dont le suivi est obligatoire en Europe[9]), nationale ou locale.
- des architectes ou urbanistes ou des autorités administratives chargées de l'aménagement du territoire l'utilisent pour mieux prévoir et prévenir l'accumulation de polluants, et limiter les effets de bulles de chaleur urbaine, ou éviter l' "effet canyon[10]" liés à la morphologies de rues et bâtiments. Des organismes spécialisés chargés de la protection de l'air comme la National Ambient Air Quality Standards aux États-Unis ou l'Agence française de sécurité sanitaire de l'environnement et du travail peuvent également utiliser ces outils de manière préventive, pour autoriser ou non l'implantation de site industriel. Ils permettent également de déterminer à l'avance des plans de sécurité efficace en optimisant la gestion des personnels d'urgence dans l'hypothèse où un accident industriel surviendrait ou pour trouver des moyens efficaces de lutter contre les polluants atmosphériques nocifs.
- Lors d'aménagements portuaires, routiers, d'aéroports, industriels ou susceptibles d'être source de pollution (incinérateur...) la modélisation permet d'éviter d'exposer de futurs logements, écoles, hôpitaux ou animaux, cultures, etc. à un risque de contamination par un panache chronique ou accidentel de pollution.
- les spécialistes du risque sanitaire ou écoépidémiologie lié à des biocontaminants aéroportés peuvent l'utiliser pour étudier ou anticiper certaines épidémies ;
- les autorités administratives ad hoc utilisent parfois des modèles de dispersion atmosphérique pour réguler la circulation automobile afin de limiter ses effets dans l'air quand les conditions météorologiques sont propices à une stagnation de la pollution.
- Certains spécialistes de la sécurité civile l'utilisent dans le cadre de la gestion de crise de pollutions atmosphériques (ou de la préparation à une éventuelle crise), dont pour le suivi de pollutions transfrontalières ou la réalisation de rétrotrajectoires de panaches de pollution. Ces modélisations sont utilisées lors d'accident industriels ou d'incident sources de rejets accidentels d'aérocontaminants (biocontaminants, produits chimiques, radionucléides...). La modélisation de la dispersion de gaz et de fumées peut aussi aider la prévention de certains effets de phénomènes naturels comme celui dû à l'éruption volcanique. La dispersion du nuage de Tchernobyl a fait l'objet de nombreuses modélisations.
- la modélisation de la dispersion de pollen dans l'air est d'intérêt écologique, agronomique, sanitaire (cf. allergies aux pollens) et a aussi été utilisée pour prévenir si cela est possible les pollinisations croisées autour de cultures de plantes OGM[11].

Ces simulations sont toujours très complexes. Elles imposent donc un temps et des moyens de calcul important. Mais leurs progrès permettent de fournir par exemple une estimation de l'emplacement des zones les plus touchées par une pollution, les taux de polluants auxquels les habitants ou les secours auront à faire face. Les organismes de secours ou de gestion de crise peuvent ainsi mieux adapter leurs moyens en fonction de la situation (du moment et future) et procéder aux mesures de protections appropriée (par exemple pour éviter de rouvrir une zone évacuée où les vents pourraient de nouveau apporter la pollution).
Les progrès de l'informatique et de la modélisation ont amélioré la précision des modèles, notamment dans les contextes de pollution à basse altitude et de couche d'inversion en paysage hétérogènes et notamment en contexte de "canopée urbaine" complexe (c'est-à-dire en présence d'un très grand nombre de bâtiments complexes).
Un modèle de dispersion, même semi-empirique, peut être consolidé par des mesures en souffleries (où des gradients thermiques peuvent être reconstitués), mais ne peut être validé que comparaison avec des mesures faites dans le monde réel, sur le terrain modélisé et sous différentes conditions météorologiques.

## Quelques modèles existant
- ADMS 4.2
- AERMOD
- ATSTEP
- CALPUFF
- DISPERSION21
- ISC3
- NAME
- MERCURE
- MOCAGE-Accident
- PANACHE
- PERLE
- RIMPUFF
- SIRANE
- SAFE AIR
- PUFF-PLUME